# Anton Kolig

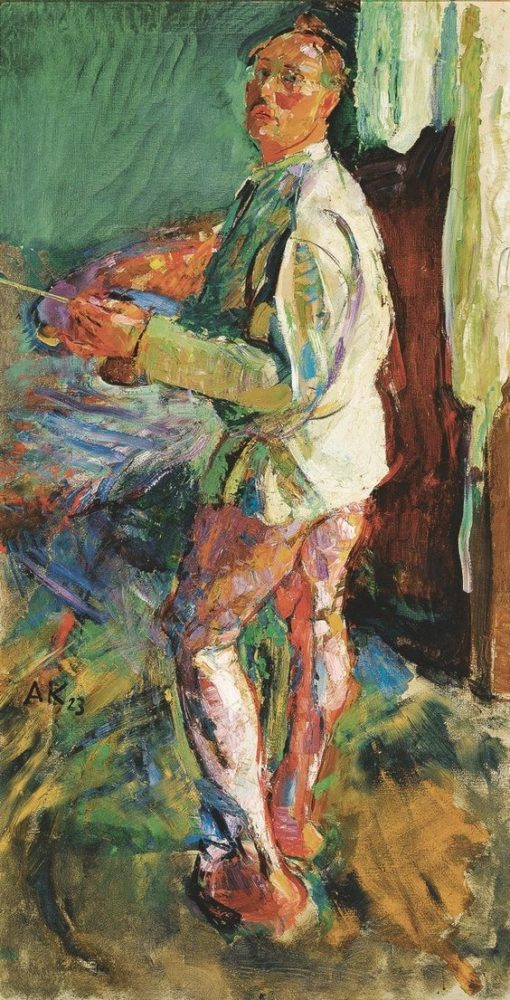
Selbstporträt, 1923

Anton Kolig (* 1. Juli 1886 in Neutitschein, Mähren; † 17. Mai 1950 in Nötsch, Kärnten) war ein österreichischer, spätexpressionistischer Maler, Hochschullehrer und eines der vier Mitglieder des später so genannten Nötscher Kreises. Er ist der Großvater des österreichischen Malers, Bildhauers, Installations- und Objektkünstlers Cornelius Kolig.

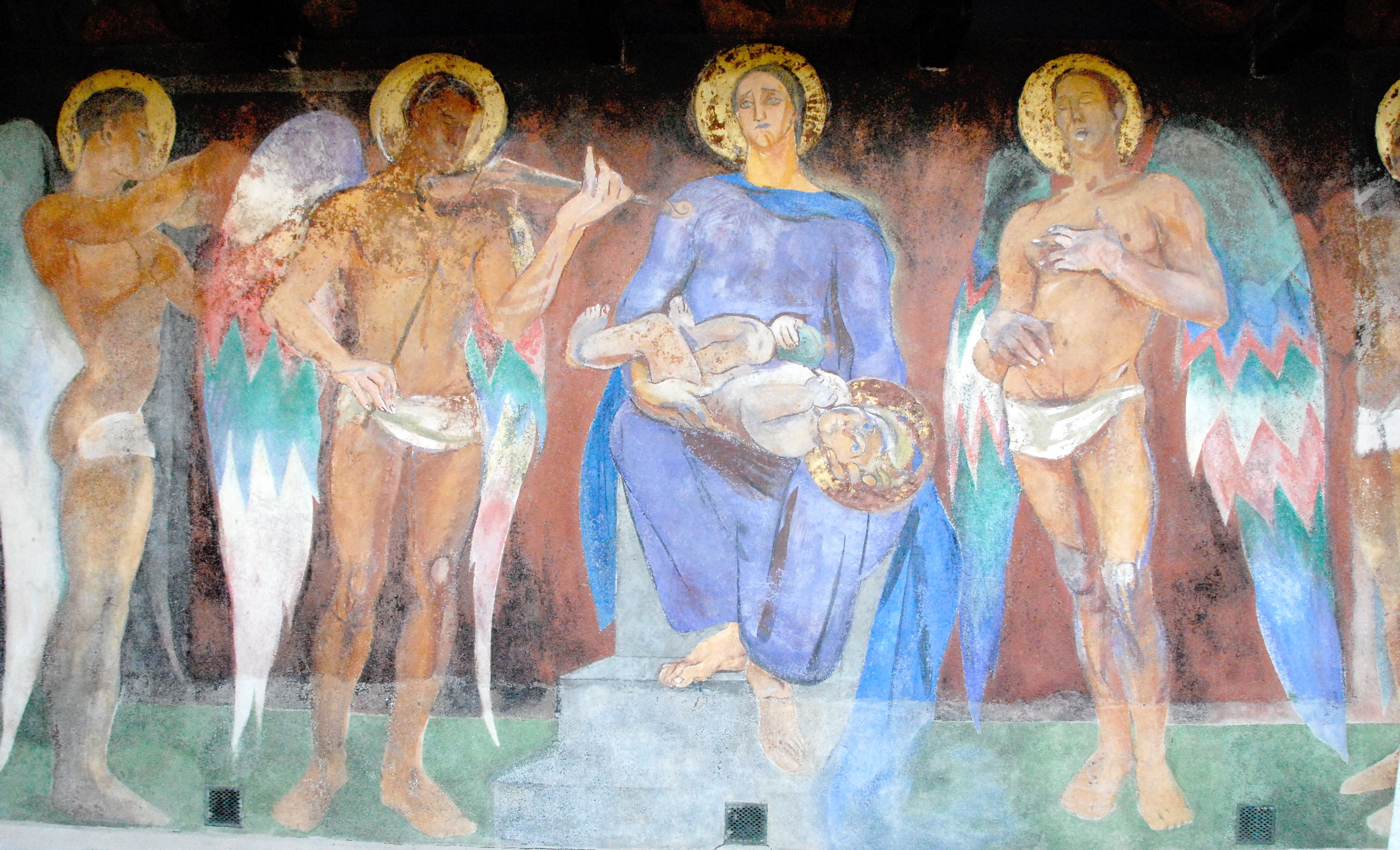
Ausschnitt des Freskos einer Madonna mit Kind, von musizierenden Engeln umgeben, Grab der Familie Michor an der Kirchen-Süd-Außen-Wand in Saak

## Leben
Anton Kolig war der Sohn des Zimmer- und Kirchenmalers Ferdinand Kolig und dessen Frau Maria. Kolig studierte ab 1904 – gemeinsam mit Oskar Kokoschka – an der Kunstgewerbeschule in Wien. 1907 wechselte er an die dortige Akademie der bildenden Künste, wo er bei Heinrich Lefler, Rudolf Bacher und Alois Delug studierte. Hier lernte er Sebastian Isepp und Franz Wiegele kennen, sowie in den folgenden Jahren durch gemeinsame Aufenthalte deren Heimatort Nötsch im Gailtal. 1912 heiratete Anton Kolig Katharina Wiegele, eine Schwester Franz Wiegeles.
Mit Oskar Kokoschka, Anton Faistauer, Sebastian Isepp, und Franz Wiegele trat er 1911 bei der Ausstellung des Hagenbunds erstmals mit seinen Werken an die Öffentlichkeit. Auf Empfehlung von Gustav Klimt und Carl Moll erhielten Kolig und Wiegele 1912 ein Stipendium für einen Aufenthalt in Paris, wo Kolig sich zunächst im Louvre mit der modernen Malerei auseinandersetzte.
1914 in Marseille vom Ausbruch des Ersten Weltkriegs überrascht, musste er überstürzt aus Frankreich fliehen, wobei er seine Bilder zurückließ. Über Italien erreichte er Österreich und hielt sich dort in Nötsch auf. Im April 1916 rückte Kolig als Landsturmmann zur Hilfsdienstleistung in das Notreservespital in Klagenfurt ein, arbeitete ab Juli an der Südfront, wurde jedoch 1917 zum Ersatzbataillon des Schützenregiments 31 nach Teschen eingezogen. Erst per 4. September 1917 gelang die Aufnahme als Kriegsmaler in die Kunstgruppe des k.u.k. Kriegspressequartiers. Dies geschah auf Betreiben des Dichters Richard von Schaukal, auch Ministerialrat im Ministerium für öffentliche Arbeiten, der Kolig „für das bedeutendste Talent unter den jungen österreichischen Malern“ hielt. Kolig arbeitete an der Kärntner Front bei der 10. Armee im Flitscher Becken. Ende 1917 erteilte ihm der Kärntner Landeshauptmann Leopold Freiherr von Aichelburg-Labia den Auftrag zu einem als Geschenk für Kaiser Karl I. bestimmten Flügelaltar der Kärntner Schützen. 1918 erhielt er mehrmalige Heimarbeitsbefehle zur Weiterführung dieses Werkes, welche jedoch durch den Zusammenbruch der Monarchie beendet wurde. Zuletzt konnte Kolig vier Flügel des in der Art der gotischen Altäre gestalteten Werks vollenden. In den Standeslisten des Kriegspressequartiers ist Kolig bis 13. Februar 1918 vermerkt.
Von den Werken, die Kolig als Kriegsmaler anfertigte, erregten besonders seine Porträts von Generälen und Gefangenen Aufsehen, unter anderem 1918 bei einer gemeinsamen Ausstellung mit Egon Schiele in Klagenfurt. Für das Porträt des Generals Gottfried Seibt wurde er 1928 in Düsseldorf mit einer Goldmedaille und 1936 mit dem österreichischen Staatspreis ausgezeichnet.
Auch an der Gestaltung am neuen Festspielhaus in Salzburg war er 1926/27 mit Gobelins und einem Mosaik in der Eingangshalle beteiligt. Als er 1928 gleich zwei Angebote für Professuren in Prag und in Stuttgart erhielt, entschied er sich für die Württembergische Akademie in Stuttgart, wo er als Leiter der Malklasse eine Reihe von später bedeutenden Künstlern ausbildete. Daneben wurde sein Werk auch international beachtet und auf zahlreichen Ausstellungen gezeigt. Kolig war Mitglied der Prager Secession.
Nachdem Kolig 1929 den Auftrag erhielt, den kleinen Landtagssaal im Klagenfurter Landhaus mit Fresken auszumalen, und diesen gemeinsam mit seinen Schülern 1930 ausgeführt hatte, forderten deutschnationale Abgeordnete bei einer Sitzung Kärntner Landtag am 25. März 1931 die Entfernung der Fresken, was zunächst verhindert werden konnte. 1935 wurden die Fresken allerdings verhängt, und 1938, nach dem „Anschluss“ Österreichs, wurden sie von den Nationalsozialisten ebenso vernichtet wie das Mosaik im Salzburger Festspielhaus. Auch weitere Werke wurden aus Galerien entfernt, Hitler persönlich soll sich gegen die spätexpressionistische Kunst Koligs ausgesprochen haben. 1937 wurden in der zentralen Aktion „Entartete Kunst“ aus der Württembergischen Staatsgalerie Stuttgart sein Gemälde Blauer Jüngling (Öl auf Holz, 144 × 73 cm, 1917) beschlagnahmt und vernichtet. Allerdings war Kolig 1943 in der Wiener Ausstellung Junge Kunst im Deutschen Reich vertreten.

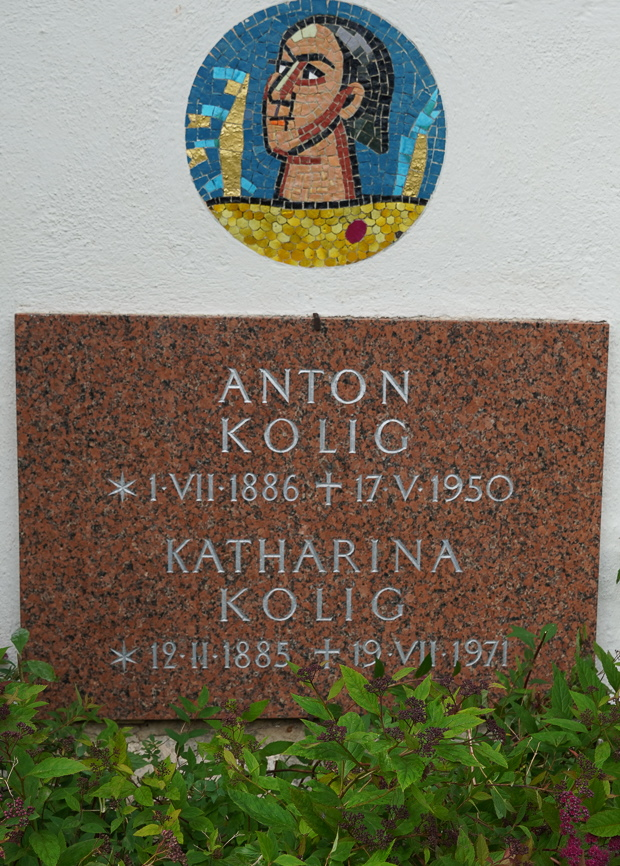
Mosaiktondo auf dem Grab von Anton Kolig auf dem Friedhof Saak in Nötsch

Kolig wurde 1943 als Professor in Stuttgart zwangspensioniert und kehrte schließlich nach Nötsch zurück. Am 17. Dezember 1944 wurde er mit seiner Familie bei einem Bombenangriff verschüttet und schwer verletzt. Ein großer Teil seines Werks wurde hierbei vernichtet.

## Ehrungen
- Österreichischer Staatspreis für Malerei, 1925, 1926
- Große goldene Staatsmedaille, 1936
- Preis der Stadt Wien für Malerei und Graphik, 1947
- Benennung der Anton-Kolig-Gasse in Wien-Floridsdorf, 1959
- Benennung eines Weges in der Dobrova (Gemeinde Villach) bei Serai, 1978

## Werke (Auszug)
Anton Kolig gilt als der bedeutendste Vertreter des österreichischen Farbexpressionismus. Er schuf insgesamt ca. 3000 Zeichnungen, 62 farbige Arbeiten auf Papier und 390 Ölgemälde, von denen aber etliche verschollen sind. Auf Grund seiner homoerotischen Neigung befasste er sich häufig mit dem männlichen Akt, schuf aber auch Porträts und Stillleben. Viele seiner Werke spiegeln auch Koligs Religiosität. Werke des Malers befinden sich vor allem in der Österreichischen Galerie, im Heeresgeschichtlichen Museum und im Leopold Museum in Wien, in der Sammlung Essl in Klosterneuburg und in der Kärntner Landesgalerie.
- Stille Frau – Bildnis der Mutter (Wien, Leopold Museum, Inv. Nr. 2019), 1909, Öl auf Leinwand, 168,5 × 56 cm
- Stillleben mit Äpfeln und Weintrauben (Wien, Leopold Museum, Inv. Nr. 507), 1912, Öl auf Leinwand
- Tänzerin (Privatbesitz), 1913, Öl auf Leinwand, 156 × 69,5 cm
- Stillleben mit Schildkröte (Wien, Leopold Museum, Inv. Nr. 194), 1913, Öl auf Leinwand
- Bertha Zuckerkandl, geb. Szeps (Wien Museum, Inv. Nr. 77.879), 1915, Öl auf Leinwand, 150 × 81 cm
- Hauptmann Boleslavski (Wien, Leopold Museum, Inv. Nr. 171), 1916, Öl auf Leinwand
- Winterlandschaft bei Sonnenuntergang (Wien, Leopold Museum, Inv. Nr. 183), 1917, Öl auf Karton
- Porträt eines Sturmsoldaten (Wien, Heeresgeschichtliches Museum), 1918, Öl auf Leinwand
- Sitzender Jünglingsakt – Am Morgen (Wien, Leopold Museum, Inv. Nr. 406), 1919, Öl auf Leinwand, 152 × 93,1 cm
- Liegender Männerakt in Grau (Wien, Leopold Museum, Inv. Nr. 352), 1919, Öl auf Leinwand
- Die Handarbeitslehrerin (Wien, Leopold Museum, Inv. Nr. 353), 1920, Öl auf Leinwand
- Sehnsucht (Wien, Leopold Museum, Inv. Nr. 200), 1922, Öl auf Leinwand
- Aufschwebender Genius – Skizze zum Deckengemälde der Feuerhalle Wien (Wien, Leopold Museum, Inv. Nr. 233), 1924, Öl auf Leinwand
- Fresken für das Krematorium in Wien, 1925
- Spiegelakt (Wien, Leopold Museum, Inv. Nr. 198), 1926, Öl auf Leinwand
- Selbstbildnis in blauer Jacke (Wien, Leopold Museum, Inv. Nr. 199), 1926, Öl auf Leinwand
- Fresken im Klagenfurter Landhaus, 1930
- Das Pelzchen – Des Künstlers Tochter Antoinette (Wien, Leopold Museum, Inv. Nr. 351), 1930, Öl auf Leinwand, 125 × 78,2 cm
- Das Vergehen (Linz, Lentos Kunstmuseum), 1946, Öl auf Leinwand, 76 × 94 cm
- Zivilisation III (Wien, Leopold Museum, Inv. Nr. 185), 1947, Öl auf Karton
- Die Sonnensucher (Wien, Leopold Museum, Inv. Nr. 193), 1947, Öl auf Leinwand
- Die vier Evangelisten (Wien, Leopold Museum, Inv. Nr. 355), 1948, Öl auf Hartfaserplatte
- Männlicher Akt mit Schlange (Wien, Sammlung der Österreichischen Nationalbank), 1949, Öl auf Hartfaser, 84,6 × 57 cm
- Brustbild eines Knaben mit Violine (Wien, Sammlung der Österreichischen Nationalbank), um 1949, Öl auf Karton, 53 × 43,5 cm
- Liegender Männerakt auf Leinwand in Öl – Stuttgart, Privater Besitz, um 1930
- Porträt von Dr. Ensinger auf Leinwand in Öl – Stuttgart, Privater Besitz, um 1930